# Szumszu
Szumszu (jap. 占守島  Shumushu-tō; ros. Шумшу) – najdalej wysunięta na północny wschód wyspa archipelagu Kuryli, leży 11 km od Kamczatki.
Wielkość
- powierzchnia: 388 km²
- najwyżej położony punkt: 189 m n.p.m.

Przynależność
- Obwód sachaliński, Rosja

Historia
- Kozacy dotarli na wyspę w pierwszych latach XIX wieku
- 18 sierpnia 1945 roku, w trakcie radzieckiej inwazji na Kuryle, została tu stoczona bitwa między wojskami ZSRR i Japonii